# Futbol a Togo
El futbol és l'esport més popular a Togo. És dirigit per la Federació Togolesa de Futbol.
La selecció de Togo no es de les més poderoses del continent, no obstant, l'any 2006 assolí un gran èxit esportiu en classificar-se per la fase final de la Copa del Món de futbol de 2006.

## Competicions

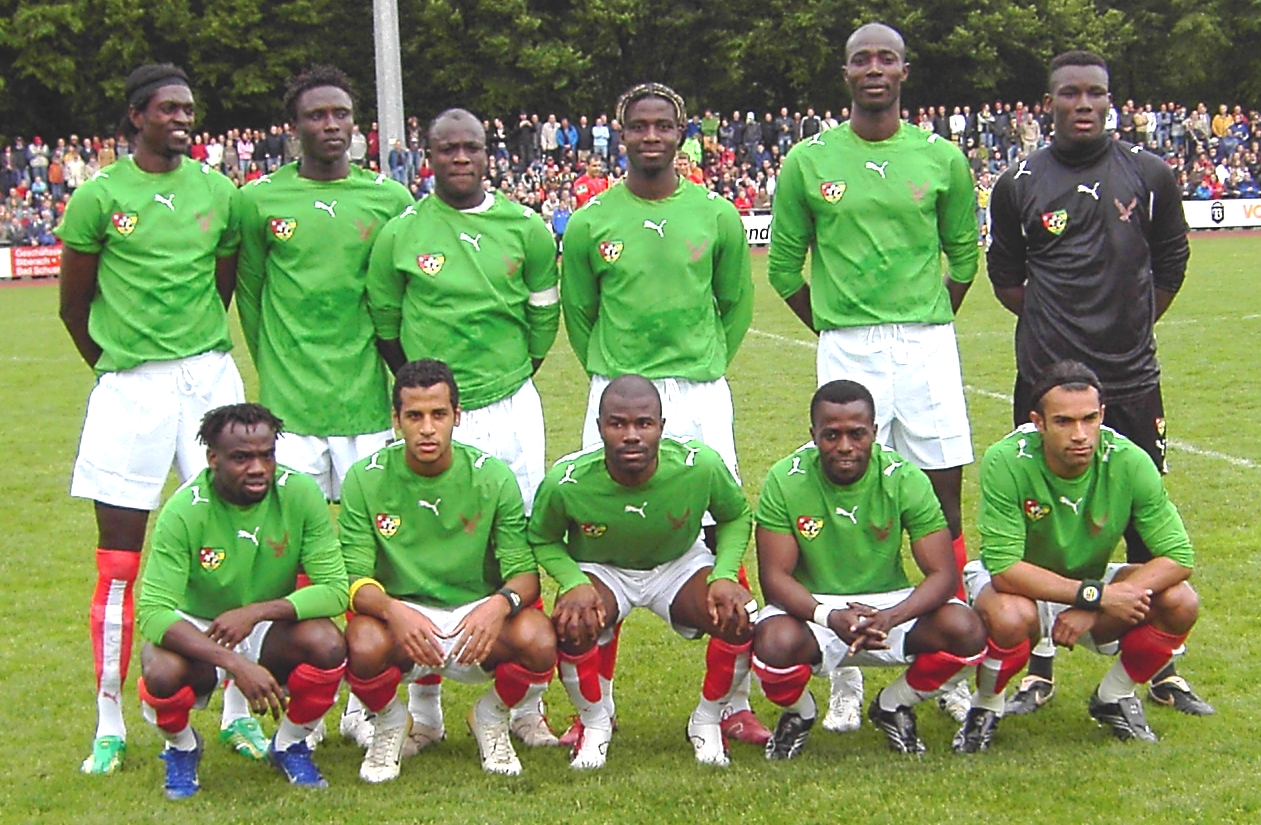
Selecció de futbol de Togo.

- Lligues:
  - Lliga togolesa de futbol
- Copes:
  - Copa togolesa de futbol
  - Supercopa togolesa de futbol

## Principals clubs
Clubs amb més títols nacionals a 2019.
- AC Semassi FC
- Étoile Filante du Togo
- Dynamic Togolais
- ASKO Kara
- CO Modèle de Lomé
- OC Agaza
- ASFOSA
- AS Douanes
- Maranatha FC
- Doumbé FC
- AS Togo-Port
- US Koroki
- Ifodje Atakpamé
- Anges FC
- Foadan FC
- Gomido FC
- ASC Kara

## Jugadors destacats
Fonts:
Des de 1960
- Edmond Apéti Kaolo
- Karimou Djibrill
- Gilbert Moevi

Des de 1970
- Luc Agbala
- Pierre-Antoine Dossevi
- Tommy Sylvestre

Des de 1980
- Rafiou Moutairou
- Denké Kossi Wazo

Des de 1990
- Jean-Paul Abalo
- Bachirou Salou

Des de 2000
- Emmanuel Adebayor
- Kossi Agassa
- Komlan Amewou
- Mohamed Kader Touré
- Abdoul-Gafar Mamah
- Daré Nibombé
- Moustapha Salifou

Des de 2010
- Serge Akakpo
- Floyd Ayité
- Djené Dakonam
- Serge Gakpé
- Alaixys Romao

## Principals estadis
| # | Estadi                | Capacitat | Ciutat |
| - | --------------------- | --------- | ------ |
| 1 | Stade de Kégué        | 30.000    | Lomé   |
| 2 | Stade Général Eyadema | 15.000    | Lomé   |
| 3 | Stade Agoè-Nyivé      | 10.000    | Lomé   |